# Notatnik śmierci (film 2017)
Notatnik śmierci (ang. Death Note) – amerykański dreszczowiec w reżyserii Adama Windarda. Jest adaptacją mangi Death Note autorstwa Tsugumiego Ōby. Premiera filmu odbyła się 25 sierpnia 2017 na platformie Netflix.

## Opis fabuły
Death Note opowiada historię genialnego licealisty imieniem Light Turner (Nat Wolff), który znajduje tajemniczy notes upuszczony przez shinigamiego Ryūka (Willem Dafoe). Notes ten posiada niesamowite właściwości: jego użytkownik, wpisując do niego imię oraz nazwisko osoby, której twarz zna, powoduje śmierć tej osoby w określonych okolicznościach w ciągu 40 sekund. Jeśli w ciągu tych 40 sekund od zapisania imienia ofiary nie zostanie wpisana przyczyna śmierci, osoba umrze na zawał serca. Light dostrzega w tym szansę oczyszczenia świata ze wszelkiego zła. Pod pseudonimem Kira, który to nadali mu jego zwolennicy, zaczyna wprowadzać swój plan w życie. Na drodze staje mu jednak tajemniczy L (Keith Stanfield) – legendarny detektyw, geniusz, postrzegający działania Kiry jako zwykłe morderstwa.

## Obsada
- Nat Wolff jako Light Turner
- Keith Stanfield jako L
- Willem Dafoe jako Ryūk (głos)
- Shea Whigham jako James Turner, ojciec Lighta
- Margaret Qualley jako Mia Sutton, dziewczyna Lighta
- Paul Nakauchi jako Watari